# Wilgenhommel
De wilgenhommel (Bombus cryptarum) is een soort van de aardhommel-groep, een vliesvleugelig insect uit de familie van de bijen en hommels (Apidae). 
De wetenschappelijke naam van de soort werd gepubliceerd in 1775 door Johan Christian Fabricius. Door sommige auteurs wordt de soort samen met de grote veldhommel (B. magnus) en de veldhommel (B. lucorum) als één soort gezien. Recent onderzoek aan mitochondriaal DNA laat echter zien dat de wilgenhommel als aparte soort kan worden opgevat. De soort is echter moeilijk te onderscheiden van de twee genoemde andere soorten. Eigenlijk lukt dat op uiterlijke kenmerken alleen bij koninginnen: in de voorste gele band zit een felgeel hockeystickvormig lobje.
De soort vliegt van eind februari tot in september. De piek ligt bij de vrouwtjes halverwege april, bij de mannetjes halverwege augustus.